# Mani Oriental
Mani Oriental o Anatolikí Mani (griego: Ανατολική Μάνη) es un municipio de la República Helénica perteneciente a la unidad periférica de Laconia de la periferia de Peloponeso.
El municipio se formó en 2011 mediante la fusión de los antiguos municipios de Anatolikí Mani, Gitión, Étilo y Sminos, que pasaron a ser unidades municipales. La capital municipal es la villa de Kotronas. El municipio tiene un área de 619,3 km².
En 2011 el municipio tiene 13 005 habitantes, de los cuales 7106 viven en la unidad municipal de Gitión.
Se ubica en la península de Mani, que es la central de las tres penínsulas menores que sobresalen al sur del Peloponeso, separando el golfo de Mesenia del golfo de Laconia.